# IAI Harop
El IAI Harop (o  Harpy 2) es una Munición merodeadora desarrollado por la división MBT de Industrias IAI. En vez de portar separadamente una ojiva  explosiva, el Harop es en sí mismo la munición. Está  diseñado para merodear por el campo de batalla y atacar objetivos, autodestruyéndose con ellos; IAI desarrolló el Harop para la Supresión de defensas aéreas enemigas en misiones (SEAD).

## Historia
El IAI Harop es una versión más grande del IAI Harpy y es lanzado desde tierra o en pods desde el  mar, pero puede ser adaptado para el lanzamiento desde aire. A diferencia del Harpy, totalmente autónoma, el Harop también puede ser controlado en vuelo remotamente por un operador.  
El Harop destaca por sus dos modos de dirección: puede funcionar por sí mismo con su sistema antiradar buscador, o el operador puede seleccionar objetivos estáticos o móviles descubiertos por el sensor electróptico del avión. Este modo último permite al Harop  atacar los radares que en este momento estén desactivados.

## Comercialización
En octubre de 2005, MBDA remitió al Harop bajo el nombre "Halcón Blanco", al Ministerio de la defensa del Reino Unido, para la consideración del sistema para el programa LMCD; El Harop fue seleccionado como uno de los finalistas, pero fue rechazado cuando el MoD decidió que el contrato iría a un equipo británico.
En agosto de 2007, el gobierno de India negoció la compra de ocho a diez sistemas Harop. [2] En septiembre de 2009, las Fuerzas Aéreas indias anunciaron la adquisición de 10 de estos sistemas por 100 millones de $. El Harop fue mostrado públicamente al mundo por primera vez en India, un poco antes del  Aero-India air show del 2009.
Turquía puede haber sido el cliente de lanzamiento para el Harop en 2005.
A finales del septiembre de 2009, el Ejército alemán ordenó un número sin revelar de sistemas Harop.

## Especificaciones técnicas[6]

### Características generales
- Tripulación: 0
- Carga:  135 kg
- Envergadura: 2,5 m
- Superficie alar: 3 m
- Planta motriz:   . cada uno.

### Rendimiento
- Radio de acción: 200 km
- Alcance en combate: 6 h

### Armamento
- Otros: 23 kg de explosivo

### Desarrollos relacionados
IAI Harpy

### Aeronaves similares
GAI Ababil

### Listas relacionadas
- Anexo:Vehículos aéreos no tripulados